# Erster Kappelerkrieg
Der Erste Kappelerkrieg war ein Konflikt zwischen reformierten und katholischen Orten in der Schweiz. Er begann 1529, endete aber ohne eigentliche Kampfhandlungen mit einem Versöhnungsessen, der «Kappeler Milchsuppe» nahe der Ortschaft Kappel am Albis.

## Anlass und Verlauf
Ausgangspunkt im Zeitalter der Reformation war der Graben zwischen den alt- und neugläubigen Orten der Eidgenossenschaft.
Der Zürcher Reformator Ulrich Zwingli verbündete sich 1529 mit dem protestantischen Konstanz zum Christlichen Burgrecht. Dieses Bündnis unter der Führung Zürichs war in erster Linie gegen Österreich und in zweiter Linie gegen die katholischen inneren Orte Luzern, Uri, Schwyz, Unterwalden und Zug gerichtet. Die fünf inneren Orte gründeten als Gegenmassnahme mit Österreich 1529 die Christliche Vereinigung. Im Zentrum des Glaubensstreits standen die Fürstabtei St. Gallen und die gemeinen Herrschaften, insbesondere der Thurgau. Zwingli wollte mit einem militärischen Schlag dem Gegenbündnis den Boden entziehen und suchte nach einem Kriegsgrund. Im Mai 1528 liessen die Zürcher im Thurgau einen katholischen Feldweibel hinrichten, ein Jahr später verbrannten die Schwyzer den reformierten Pfarrer Jakob Kaiser.
Anfang Juni 1529 versuchten Zürich und Bern den Amtsantritt eines Unterwaldner Landvogtes in den Freien Ämtern zu verhindern. Am 6. Juni besetzten die Zürcher deshalb die Brückenköpfe Bremgarten und Mellingen sowie Teile des Thurgaus und der St. Galler Landschaft. Mit der Hauptmacht marschierten sie bei Kappel am Albis auf; Berner Truppen folgten ihnen nach. Bereits am 7. Juni begannen die neutralen Orte zu vermitteln. Zürich erklärte jedoch am 9. Juni den fünf altgläubigen Orten den Krieg.
Die Vermittlungen unter dem Glarner Landammann Hans Aebli verhinderten eine blutige Auseinandersetzung. Kampflos wurde der erste Kappeler Landfriede geschlossen. Es wurde vereinbart, dass jede Gemeinde durch Mehrheitsbeschluss den alten oder neuen Glauben annehmen durfte (Parität). Der Friede wurde durch ein Versöhnungsessen, die Kappeler Milchsuppe, besiegelt.
Der Konflikt brach jedoch 1531 mit dem Zweiten Kappelerkrieg erneut aus.

## Kappelerlied
Im Feldlager der Zürcher soll Zwinglis Herr, nun heb den Wagen selb zum Kappelerlied geworden sein.